# Нухба (ХАМАС)
Нухба (араб. نخبة‎; дословно — элита) — военно-морское подразделение коммандос в составе бригад «Изз ад-Дин аль-Кассам», которые являются военным крылом движения ХАМАС.
Основная задача данного подразделения — проникновение на территорию Израиля с целью атаки с моря на сушу для уничтожения стратегической инфраструктуры, судов военного назначения и электростанций, используя подводные взрывчатые вещества и управляемые ракеты, на которые не действует система противовоздушной обороны ЦАХАЛ «Железный купол».

## История
Подразделение было сформировано примерно в 2010 году после боевых действий в Газе (2008—2009 годов) для создания морской поддержки бригад «Изз ад-Дин аль-Кассам».
Первые боевые соприкосновения с ЦАХАЛом произошли в 2014 году, когда четверо бойцов-водолазов вышли из моря на пляж кибуца Зиким, где вступили в бой с армией обороны Израиля.

### Вторжение ХАМАС в Израиль (2023)
Во время операции «Наводнение Аль-Акса», проводимой ХАМАС, «Нухба» участвовала в боях в Зикиме, где штурмовала военную базу «Бахад 4».